# كليمنت أغيري
كليمنت أغيري (بالإسبانية: Clemente Aguirre)‏ هو ملحن مكسيكي، ولد في 23 نوفمبر 1828، وتوفي في 24 أكتوبر 1900.